# 太原摩天大楼列表
太原摩天大楼列表排列了在中国山西省太原市的建筑高度达到150米以上的摩天大楼。太原市最高的建筑物是太原信达国际金融中心，其高度为266米。
太原市是山西省省会，总人口543.50万。太原市是山西省的政治、经济、文化、科技、教育、交通和金融中心，也是国家历史文化名城之一。

## 已建成或已封顶的摩天大楼
包含已经建成、改造中和已经封顶的摩天大楼。
| 排名 | 建筑名称             | 区域     | 高度  | 楼层 | 年份 | 状态 |
| ---- | -------------------- | -------- | ----- | ---- | ---- | ---- |
| 1    | 太原信达国际金融中心 | 万柏林区 | 266米 | 54层 | 2018 | 建成 |
| 2    | 中海国际中心         | 万柏林区 | 230米 | 53层 | 2019 | 建成 |
| 3    | 太原茂业天地         | 小店区   | 220米 | 52层 | 2015 | 建成 |
| 4    | 太原湖滨广场         | 迎泽区   | 208米 | 47层 | 2014 | 建成 |
| 5    | 太原万达广场         | 迎泽区   | 190米 | 42层 | 2015 | 建成 |